# Междущатска магистрала 90
Междущатска магистрала 90, за кратко магистрала 90 или 90 (Interstate 90, съкратено I-90) е най-дългата междущатска магистрала в САЩ. Магистрала 90 е дълга над 4800 км (3000 мили). Тя е най-северната магистрала с насоченост изток-запад, която прекосява цялата територия на САЩ от Източния до Западния бряг. Западната ѝ точка е в Сиатъл, щата Вашингтон, а източната в Бостън, щата Масачузетс.